# Ритлюв
Ритлюв (пол. Rytlów) — село в Польщі, у гміні Слупія Конецька Конецького повіту Свентокшиського воєводства.
Населення — 130 осіб (2011).
У 1975-1998 роках село належало до Келецького воєводства.

## Демографія
Демографічна структура на день 31 березня 2011 року:
|          | Загалом | Допрацездатний вік | Працездатний вік | Постпрацездатний вік |
| -------- | ------- | ------------------ | ---------------- | -------------------- |
| Чоловіки | 69      | 12                 | 45               | 12                   |
| Жінки    | 61      | 11                 | 32               | 18                   |
| Разом    | 130     | 23                 | 77               | 30                   |